# Championnat du Botswana de football 2010-2011
Navigation
Saison précédente Saison suivante
La saison 2010-2011 du Championnat du Botswana de football est la quarante-sixième édition du championnat de première division au Botswana. Les seize meilleures équipes du pays sont regroupées au sein d’une poule unique où ils s’affrontent deux fois au cours de la saison, à domicile et à l’extérieur. En fin de saison, les deux derniers du classement sont relégués et remplacés par les deux meilleurs clubs de deuxième division tandis que le 14e doit affronter le 3e de D2 en barrage de promotion-relégation.
C'est le club de Township Rollers, tenant du titre, qui est à nouveau sacré cette saison après avoir terminé en tête du classement final, avec onze points d’avance sur Mochudi Centre Chiefs et vingt-et-un sur ECCO City Green. Il s’agit du onzième titre de champion du Botswana de l’histoire du club.

## Qualifications continentales
Le champion du Botswana se qualifie pour la Ligue des champions de la CAF 2012 tandis que le vainqueur de la coupe nationale obtient son billet pour la Coupe de la confédération 2012.

## Les clubs participants
| - Township Rollers - Police XI - Mochudi Centre Chiefs - TASC FC - Promu de D2 - Motlakase Power Dynamos - Notwane FC - Botswana Defence Force XI - Black Peril FC - Promu de D2 | - ECCO City Green - Nico United - Miscellanous FC - Promu de D2 - Botswana Meat Commission FC - LCS Extension Gunners - Gaborone United - TAFIC FC - União Flamengo Santos |

## Compétition
Le barème utilisé pour établir le classement est le suivant :
- Victoire : 3 points
- Match nul : 1 point
- Défaite : 0 point

### Classement
| Rang | Équipe                      | Pts | J  | G  | N  | P  | Bp | Bc | Diff |
| ---- | --------------------------- | --- | -- | -- | -- | -- | -- | -- | ---- |
| 1    | Township RollersT           | 76  | 30 | 24 | 4  | 2  | 79 | 24 | +55  |
| 2    | Mochudi Centre Chiefs       | 65  | 30 | 19 | 8  | 3  | 80 | 24 | +56  |
| 3    | ECCO City Green             | 55  | 30 | 16 | 7  | 7  | 54 | 44 | +10  |
| 4    | Gaborone United             | 49  | 30 | 14 | 7  | 9  | 47 | 36 | +11  |
| 5    | Botswana Defence Force XI   | 48  | 30 | 14 | 6  | 10 | 43 | 40 | +3   |
| 6    | Nico United                 | 48  | 30 | 14 | 6  | 10 | 53 | 55 | -2   |
| 7    | União Flamengo Santos       | 46  | 30 | 14 | 4  | 12 | 53 | 53 | 0    |
| 8    | Botswana Meat Commission FC | 42  | 30 | 11 | 9  | 10 | 49 | 40 | +9   |
| 9    | Police XI                   | 40  | 30 | 11 | 7  | 12 | 36 | 42 | -6   |
| 10   | TAFIC FC                    | 37  | 30 | 9  | 10 | 11 | 34 | 42 | -8   |
| 11   | Notwane FC                  | 36  | 30 | 9  | 9  | 12 | 42 | 46 | -4   |
| 12   | LCS Extension GunnersC      | 34  | 30 | 10 | 4  | 16 | 36 | 47 | -11  |
| 13   | Miscellanous FCP            | 26  | 30 | 6  | 8  | 16 | 38 | 60 | -22  |
| 14   | Motlakase Power Dynamos     | 24  | 30 | 5  | 9  | 16 | 37 | 58 | -21  |
| 15   | TASC FCP                    | 24  | 30 | 5  | 9  | 16 | 27 | 51 | -24  |
| 16   | Black Peril FCP             | 15  | 30 | 4  | 3  | 23 | 33 | 79 | -46  |

|  | Champion du Botswana 2010-2011                                            |
|  | Qualification pour la Coupe de la confédération 2012                      |
|  | Participation à la poule de promotion-relégation                          |
|  | Relégation directe en deuxième division                                   |
|  | T : Tenant du titre C : Vainqueur de la Coupe du Botswana P : Promu de D2 |

### Matchs

#### Poule de promotion-relégation
Le 14e de première division retrouve les seconds des poules Nord et Sud de deuxième division. Seule la meilleure équipe se maintient ou accède à la St Louis Premier League.
Les résultats de cette poule ne sont pas connus mais il s’avère que la formation de Great North Tigers FC est promue parmi l’élite, aux dépense de Motlakase Power Dynamos.

## Bilan de la saison
| Championnat du Botswana de football 2010-2011 |                              |
| Champion                                      | Township Rollers (11e titre) |
| Coupes et trophées                            |                              |
| Vainqueur de la Coupe du Botswana 2010-2011   | LCS Extension Gunners        |
| Qualifications continentales                  |                              |
| Ligue des champions de la CAF 2012            | Aucun                        |
| Coupe de la confédération 2012                | LCS Extension Gunners        |
| Promotions et relégations                     |                              |
| Promus en Premier League                      | FC Satmos                    |
| Promus en Premier League                      | Mogoditshane Fighters        |
| Promus en Premier League                      | Great North Tigers FC        |
| Relégués en Second Division                   | TASC FC                      |
| Relégués en Second Division                   | Black Peril FC               |
| Relégués en Second Division                   | Motlakase Power Dynamos      |